# Dwars door Vlaanderen 1970
Dwars door Vlaanderen 1970 (deutsch: Quer durch Flandern) war die 26. Austragung des belgischen Straßenradrennen Dwars door Vlaanderen in der Region Flandern. Das Rennen fand am 22. März 1970 über 195 Kilometer für Berufsfahrer statt. Sieger wurde Daniel Van Ryckeghem aus Belgien.

## Rennverlauf
Dwars door Vlaanderen 1970 wurde als Eintagesrennen ausgetragen. Start und Ziel war Harelbeke. 140 Radrennfahrer, darunter fünf deutsche Fahrer, gingen an den Start. 10 Kilometer vor dem Ziel unternahmen acht Fahrer einen Ausreißversuch und kamen gemeinsam ins Ziel. Den Sprint gewann Daniel Van Ryckeghem.

## Rennergebnis
| Platz | Fahrer               | Team              | Zeit           |
| ----- | -------------------- | ----------------- | -------------- |
| 1.    | Daniel Van Ryckeghem | Dr. Mann-Grundig  | 4:48:00 h      |
| 2.    | Eric Leman           | Flandria–Mars     | gl. Zeit       |
| 3.    | Frans Verbeeck       | Geens–Watney      | gl. Zeit       |
| 4.    | Jan van Katwijk      | Willem II–Gazelle | gl. Zeit       |
| 5.    | Willy Van Neste      | Dr. Mann-Grundig  | gl. Zeit       |
| 6.    | Walter Planckaert    | Geens–Watney      | + 2:15 Minuten |
| 7.    | André Dierickx       | Flandria–Mars     | gl. Zeit       |
| 8.    | Willy Donie          | Goldor–Fryns      | gl. Zeit       |
| 9.    | Jaak De Boever       | Flandria–Mars     | + 2.40 Minuten |
| 10.   | Wilfried David       | Flandria–Mars     | gl. Zeit       |